# Petzen
La Petzen (en slovène Peca) est un sommet des Alpes, culminant à 2 113 m d'altitude. Il est situé près de Sankt Michael dans les Karavanke, au sud-est du land de Carinthie en Autriche, à la frontière avec la Slovénie.
Petzen est également une station de ski de taille moyenne, aménagée sur le versant nord-est de la montagne voisine Knieps Sattel (2 034 m).

## Domaine skiable
Une télécabine relativement récente relie depuis la vallée le domaine skiable principal, situé à 1 708 m d'altitude. Une piste bleue, longue de 12 kilomètres et équipée de canons à neige, permet le retour à ski dans la vallée. La dénivelé totale est de fait supérieure à 1 000 m et le domaine en partie sportif, ce qui est rare pour la région. Dans la vallée, deux téléskis desservent trois pistes adaptées aux débutants.
Depuis le sommet, une vue dégagée est permise sur la large vallée, le massif de la Koralpe et certains lacs de Carinthie.
La station est membre des regroupements de stations de ski Skiregion Süd et TopSkiPass Kärnten & Osttirol.

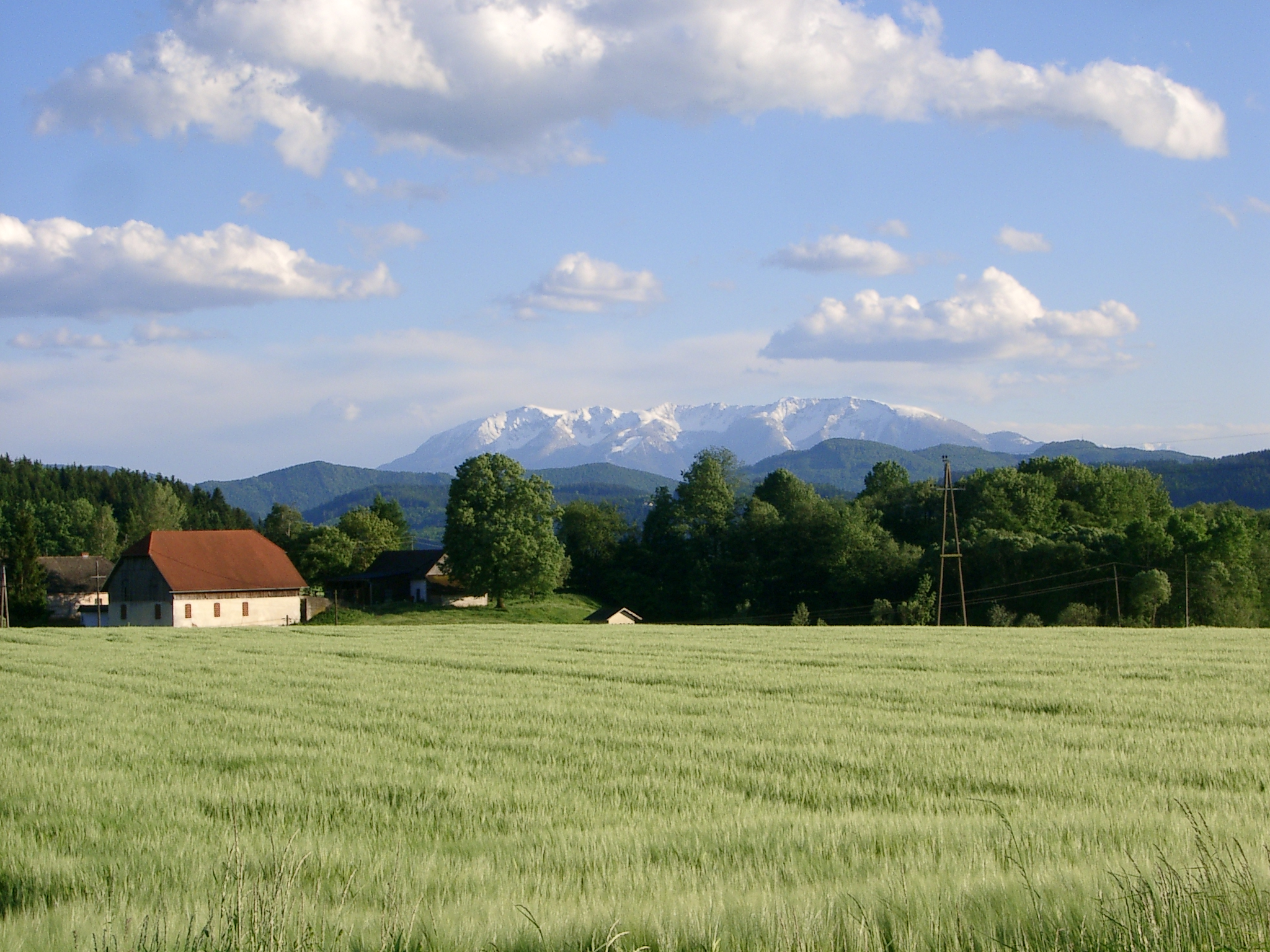
Le Petzen versant slovène (sud)